# Xenia sexseriata
Xenia sexseriata is een zachte koraalsoort uit de familie Xeniidae. De koraalsoort komt uit het geslacht Xenia. Xenia sexseriata werd in 1977 voor het eerst wetenschappelijk beschreven door Verseveldt. 